# HSL 2
HSL 2 of Spoorlijn 2 is een 65 kilometer lange hogesnelheidslijn in België tussen Leuven en Ans, evenwijdig aan de A3/E40 Brussel - Luik. De lijn werd op 15 december 2002 geopend en loopt door de 757 meter lange tunnel onder de E40 in Bierbeek.
De lijn maakt deel uit van de oostelijke tak van het Belgisch hst-project. De reisduur tussen Brussel en Keulen, via de spoorlijn 36N, HSL 2, HSL 3 en stukken vernieuwde klassieke lijn, kon zo verminderen tot ongeveer 1 uur en 45 minuten.
Op deze lijn ligt het beveiligingssysteem ETCS 1. De HSL 2 is geëlektrificeerd met 25 kV wisselspanning met een frequentie van 50 Hz. Terwijl de treinen van Eurostar Red hier 300 km/u halen, mogen de ICE-treinen slechts 250 km/u wegens gevaar voor opvliegend ballast. Ook de binnenlandse IC 01 (Eupen - Oostende) en de IC 12 (Welkenraedt - Kortrijk) die tot dan toe – net als de Thalys – gebruik maakten van de oude spoorlijn 36 (Luik – Brussel), rijden over de HSL 2. Voor deze twee binnenlandse treinverbindingen geldt het binnenlandse tarief, er is geen speciaal vervoerbewijs of plaatsreservering vereist. De I11- en M7-rijtuigen, alsook aangepaste I6-, I10- en M6-rijtuigen zijn toegelaten voor maximaal 200 km/h rijden met de trek-duwlocomotieven HLE18.
Voor het gewone onderhoud van de lijn staan twee ploegen in, een Nederlandstalige ploeg met een onderhoudsbasis te Kessel-Lo (deelgemeente van Leuven) voor het gedeelte van de lijn vanaf het verlaten van het station van Leuven tot Goetsenhoven, aan de taalgrens, en vanaf Hélécine tot Ans door een Franstalige ploeg, gevestigd te Ans. De Nederlandstalige ploeg neemt ook het onderhoud van de HSL 4 voor rekening, de Franstalige ploeg onderhoudt ook de HSL 3.
Voor werktreinen werden speciaal ingerichte diesellocomotieven HLD62 met TBL 2-stuurcabinesignalisatie ingezet.
Tevens is er dagelijks een vaste wachtpost van 06h00 tot 23u30 gevestigd in het station Leuven. Deze verzekert het wegslepen van defecte treinstellen op HSL 2 met behulp van een elektrische locomotief HLE18. Voor het wegslepen van defecte Thalys- en ICE3-stellen wordt hierbij gebruik gemaakt van een Dellner-hulpkoppeling die past op de Scharfenbergkoppeling van de Thalys- en ICE3-stellen.
Groot onderhoud werd aangevat in augustus 2025. Gedurende twee weken werd de HSL 2 buiten gebruik genomen voor vernieuwing van spoorstaven en dwarsliggers en reinigen en herleggen van ballast. Van 2 tot en met 17 augustus 2025 werd dit werk uitgevoerd over 24 kilometer tussen Hoegaarden en Pousset. In de zomers van 2026, 2028, 2029, 2030 en 2031 worden andere deeltrajecten aangepakt.  Het werk wordt uitgevoerd met een zevenhonderd meter lange werktrein met een gewicht van 1.600 ton van het Oostenrijkse Swietelsky. Deze werktrein, met in het midden een 200 meter lange vernieuwingswagon, ontgrendelt, heft en spreidt de rails uit elkaar, tilt de oude dwarsliggers op en stockeert ze, zuigt de ballast op om deze vervolgens te filteren, egaliseert en bewerkt de ondergrond, legt nieuwe dwarsliggers en de gereinigde ballast en verspreidt deze ballast, om vervolgens spoorstaven opnieuw te plaatsen en bevestigen. De werktrein vernieuwt zo op 10 uur tijd 2 km spoor en 3.600 dwarsliggers. Met de werktrein wordt 10 uur per dag gewerkt. De rest van de dag gaat op aan de noodzakelijke dagelijkse onderhoudsbeurt van de trein en het lossen van de oude dwarsliggers en het laden van nieuwe dwarsliggers. Tijdens het groot onderhoud uitgevoerd na 25 tot 30 jaar gebruik van de HSL 2 wordt ook een inspectie van bruggen en tunnels, onderhoud van de bovenleiding, dienstpaden en afwateringssystemen én vernieuwing van de seininrichting uitgevoerd. Het grote onderhoud van de HSL 2 is begroot op 59 miljoen euro.

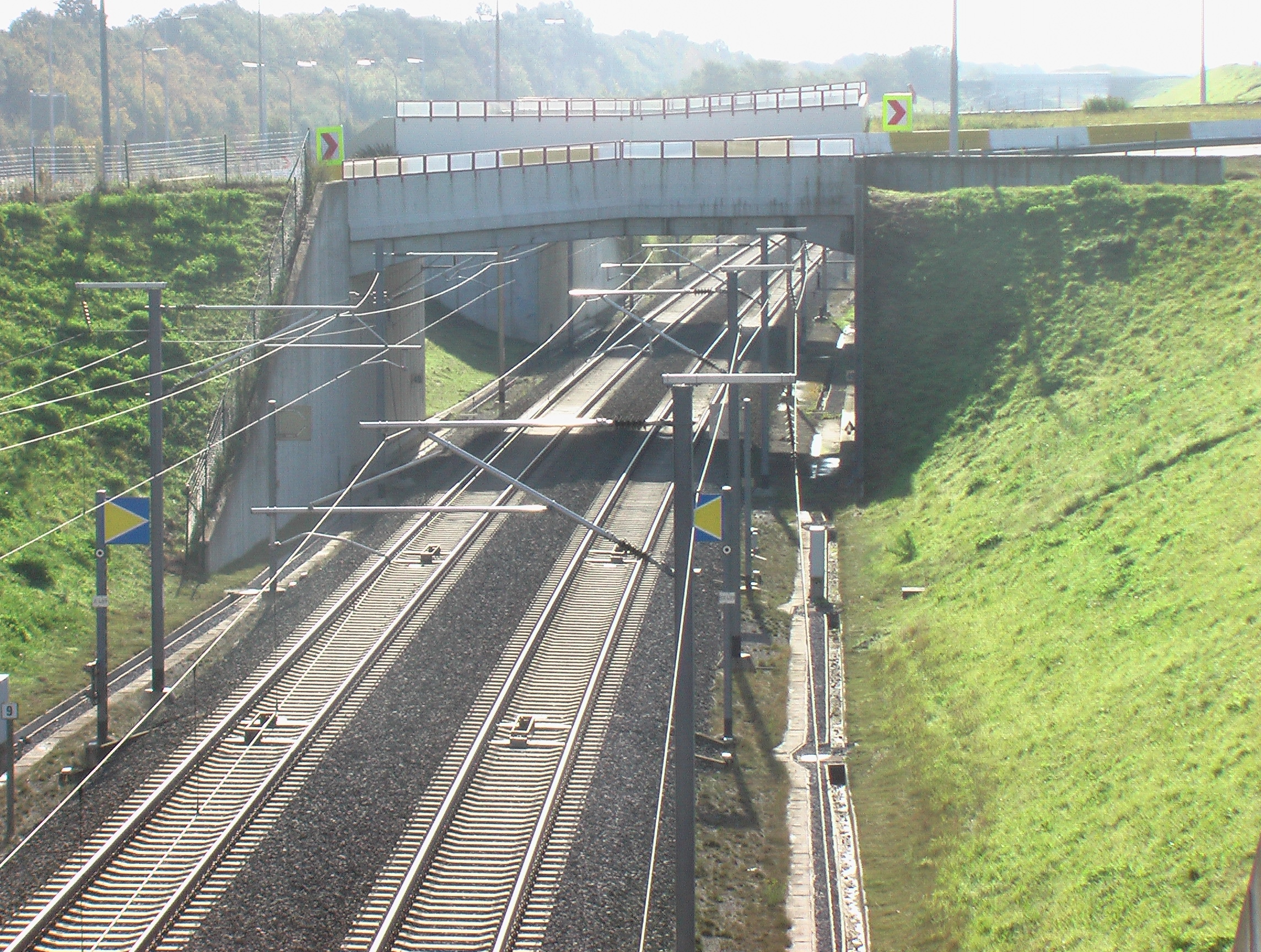
HSL 2 bij Hoegaarden langs A3/E40
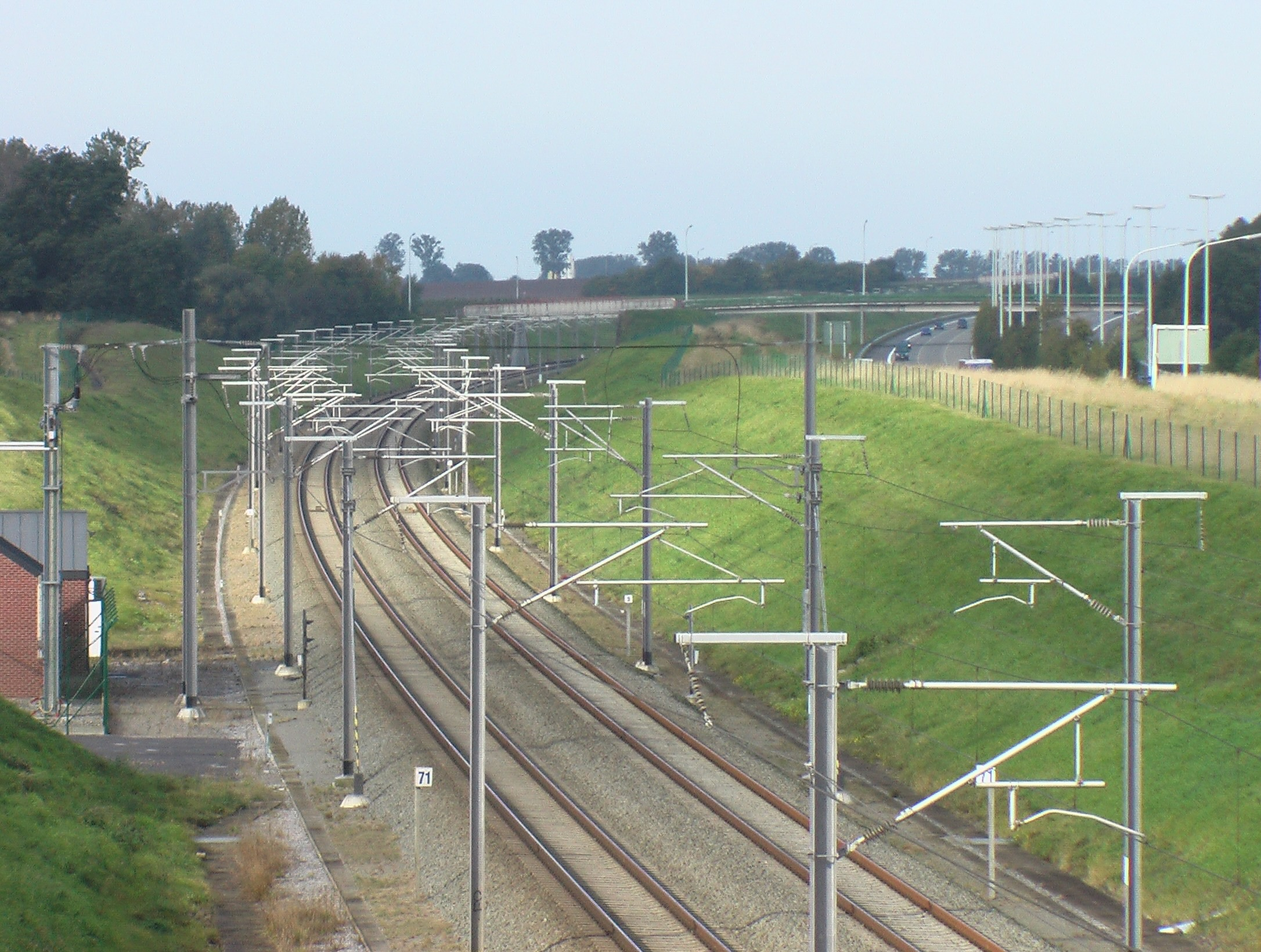
HSL 2 bij Berloz langs A3/E40
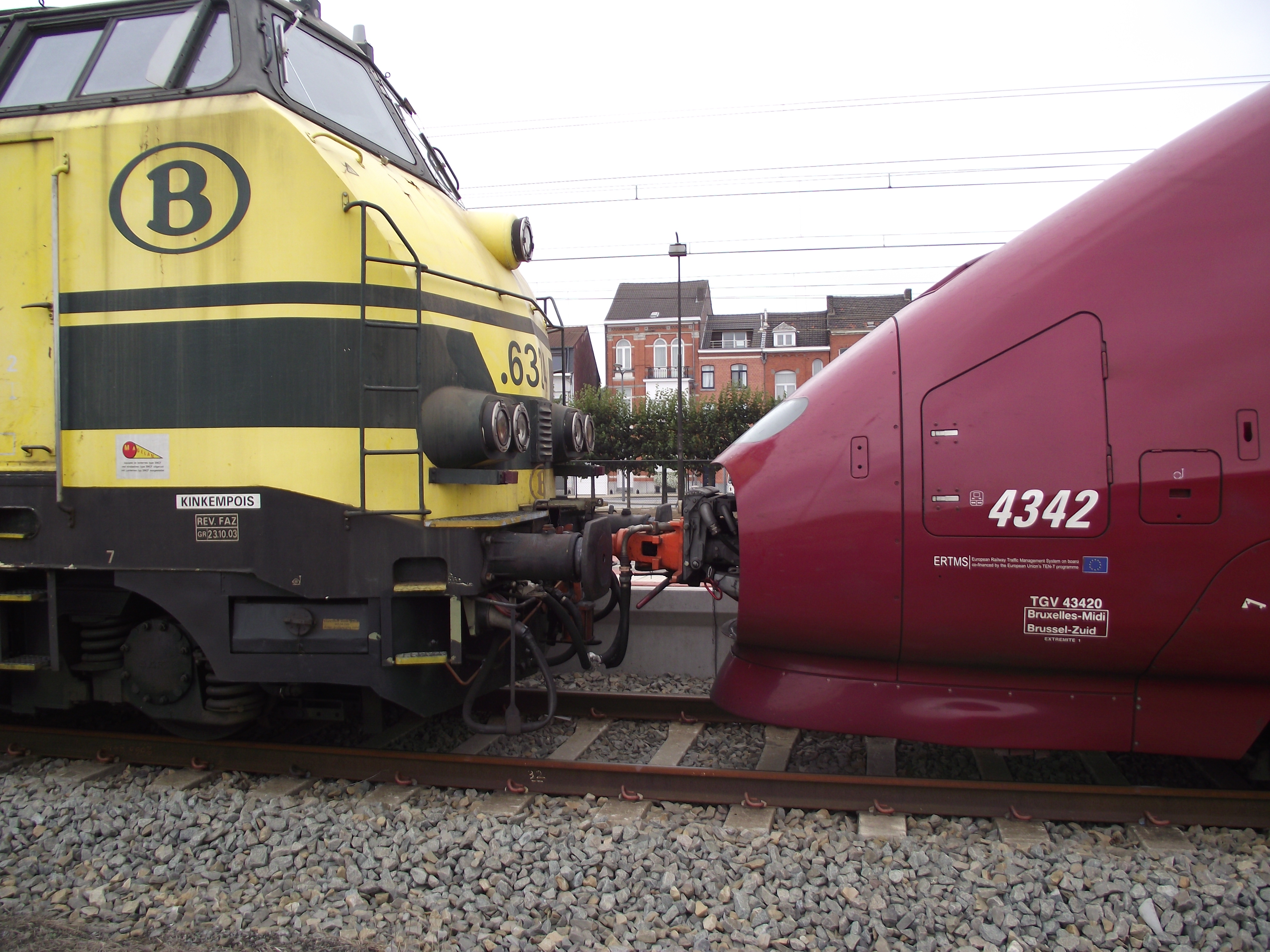
Speciale koppeling om defecte hst-treinen weg te slepen.

## Treindienst
| Serie         | Treinsoort                        | Route | Bijzonderheden                                                         |
| ------------- | --------------------------------- | --- | ---------------------------------------------------------------------- |
| ICE 79        | InterCityExpress (DB Fernverkehr) | Brussel-Zuid – Brussel-Noord – Luik-Guillemins – Aachen Hbf – Köln Hbf – Frankfurt (Main) Flughafen Fernbahnhof – Frankfurt (Main) Hbf      | Rijdt elke twee uur.                                                   |
| Eurostar 9400 | Eurostar (Eurostar)               | Paris Nord – Brussel-Zuid – Luik-Guillemins – Aachen Hbf – Köln Hbf – Düsseldorf Hbf – Duisburg Hbf – Essen Hbf – Bochum Hbf – Dortmund Hbf | Vijf treinen per dag. Enkele treinen verder naar Dortmund.             |
| IC 01         | Intercity (NMBS)                  | Eupen – Luik-Guillemins – Brussel-Zuid – Gent-Sint-Pieters – Brugge – Oostende                                                              |                                                                        |
| IC 12         | Intercity (NMBS)                  | [ Oostende – Brugge – ] Kortrijk – Gent-Sint-Pieters – Brussel-Zuid – Luik-Guillemins – Welkenraedt                                         | Rijdt alleen op werkdagen. Eerste en laatste ritten van/naar Oostende. |
| P 7440/8440   | Piekuurtrein (NMBS)               | Wezet – Luik-Guillemins – Brussel-Zuid – 's-Gravenbrakel                                                                                    | Rijdt alleen op werkdagen, 1 rit verder naar 's-Gravenbrakel.          |

## Aansluitingen
In de volgende plaatsen is of was er een aansluiting op de volgende spoorlijnen:
Leuven
Spoorlijn 35 tussen Leuven en Hasselt
Spoorlijn 36 tussen Brussel-Noord en Luik-Guillemins
Spoorlijn 36N tussen Brussel-Noord en Leuven
Spoorlijn 53 Schellebelle en Leuven
Spoorlijn 139 tussen Leuven en Ottignies
Ans
Spoorlijn 36 tussen Brussel-Noord en Luik-Guillemins

## Elektrische tractie
Het traject werd bij aanleg geëlektrificeerd met een wisselspanning van 25.000 volt.